# SS President Coolidge
SS President Coolidge – amerykański luksusowy parowiec pasażerski.

## Historia
Zwodowany w 1931 r. przez linie Dollar Streamship (od jego właściciela Dolara Streamship’a), podczas drugiego Wielkiego Kryzysu w USA, SS President Coolidge i jego siostrzany statek SS President Hoover były podobno najbardziej luksusowymi statkami USA w owych czasach.
Zamówione w 1929 roku w stoczni Newport News Shipbuilding and Dry Dock Company w Wirginii, chociaż były największymi zbudowanymi w USA to w porównaniu z ówczesnymi europejskimi statkami pasażerskimi nie były wcale takie duże. SS Coolidge miał długość 200 m, 25 m szerokości, był w stanie zabrać na swój pokład 1312 osób. Ładownie o pojemności 18 tys. m³ mogły pomieścić 100 samochodów. 
SS President Coolidge zatonął na minie 26 października 1942 r. w pobliżu wyspy Espiritu Santo.

## Budowa
Statek posiadał trzy poziomy powyżej pokładu oraz pięć poziomów poniżej. Na statku mieściły się dwa baseny, sala gimnastyczna, fryzjer, salon piękności, trzy jadalnie, dwa salony (jeden z nich funkcjonował jako teatr), trzy elektryczne windy, biblioteka, a nawet ciemnia dla fotografa na statku. Cały statek był klimatyzowany.
Wystrój oraz umeblowanie było wykonane w wysokim standardzie, ale nie tak luksusowe jak na statkach europejskich. Najbardziej zdumiewającymi cechami wystroju były freski w bibliotece i pokoju do pisania, bogato zdobiona główna klatka schodowa w jadłodajni klatki schodowej (z dużymi freskami reprezentującymi kraje, które odwiedziły linie Dollar Steamship) oraz kopuła w salonie pierwszej klasy składająca się z 3000 kawałków szkła. Najsłynniejszym chyba elementem SS Coolidge jest wisząca nad kominkiem w palarni pierwszej klasy płaskorzeźba o nazwie Dama i jednorożec.

## Nurkowanie na wrakuSS President Coolidge
Nurkowie mogą zanurkować na olbrzymim luksusowym liniowcu i na wojskowym statku jednocześnie. Podczas nurkowania można poruszać się wśród licznych pokładów (częściowo uszkodzonych) wypełnionych działami, pistoletami, Jeepami, hełmami, ciężarówkami. Warto obejrzeć posąg "The Lady", mozaiki oraz fontanny. Statek obrósł koralami, wokół których unoszą się stada ryb. Łatwo dostrzec barakudy, skrzydlice, żółwie czy mureny. Statek jest położony na głębokości 20–70 m. Podczas nurkowania trzeba uważać na przystanki dekompresyjne. Według rankingu "The Times" SS President Coolidge należy do najlepszych 10 wraków na świecie.